# Aspithroides
Aspithroides é um gênero de mariposa pertencente à família Crambidae.